# Try Carter
Try Carter is de derde aflevering van het elfde seizoen van de televisieserie ER, die voor het eerst werd uitgezonden op 14 oktober 2004.

## Verhaal
Dr. Corday is ontstemd als zij ineens moet werken met een nieuwe chirurg, dr. Lucien Dubenko, zonder dat zij hier vooraf over ingelicht werd.
Dr. Carter heeft een terminale aidspatiënt onder zijn hoede, een vriend van de patiënt die ook met aids is besmet vraagt dr. Carter of hij niet de lever van hem kan krijgen. Normaal kan een transplantatie niet plaatsvinden tussen aidspatiënten maar dr. Carter krijgt dr. Corday zover dat zij hieraan mee wil werken. Ondertussen ontdekt hij dat dr. Barnett op het dak van het ziekenhuis woont en leeft.
Dr. Barnett heeft een patiënt die werkt als fietskoerier, hij krijgt een discussie met dr. Lockhart over de te volgen onderzoeken. Dr. Lockhart adviseert hem om een drugstest te doen, hij weigert dit en is boos als dr. Lockhart dit toch achter zijn rug om doet. 
Dr. Lockhart vermoedt dat dr. Ritzke een dwangneurose heeft.
Dr. Rasgotra heeft grote moeite om een baan te vinden, uiteindelijk vindt zij een baan. Deze baan is alleen ver onder haar verwachtingen, zij wordt verkoopster in een buurtwinkel. 

## Rolverdeling

### Hoofdrollen
- Noah Wyle - Dr. John Carter
- Maura Tierney - Dr. Abby Lockhart
- Mekhi Phifer - Dr. Gregory Pratt
- Alex Kingston - Dr. Elizabeth Corday
- Goran Višnjić - Dr. Luka Kovac
- Sherry Stringfield - Dr. Susan Lewis
- Parminder Nagra - Dr. Neela Rasgrota
- Shane West - Dr. Ray Barnett
- Laura Innes - Dr. Kerry Weaver
- Andy Powers - Dr. Howard Ritzke
- Leland Orser - Dr. Lucien Dubenko
- Scott Grimes - Dr. Archie Morris
- Linda Cardellini - verpleegster Samantha 'Sam' Taggart
- Oliver Davis - Alex Taggart
- Laura Cerón - verpleegster Chuny Marquez
- Deezer D - verpleger Malik McGrath
- Montae Russell - ambulancemedewerker Dwight Zadro
- Lyn Alicia Henderson - ambulancemedewerker Pamela Olbes
- Brian Lester - ambulancemedewerker Brian Dumar
- Louie Liberti - ambulancemedewerker Bardelli
- Troy Evans - Frank Martin
- Donal Logue - Chuck Martin

### Gastrollen (selectie)
- Billoah Greene - Mr. Hanson
- Heather Kafka - Rhonda
- Michael Raymond-James - Mr. Tunny
- Jillian Bach - Penny Nicholson
- Tracey Costello - Heather
- Andres Delgado - Zeke
- Cullen Douglas - Marvin